# Підколкинська сільська рада
Підко́лкинська сільська рада (рос. Подколкинский сельский совет) — сільське поселення у складі Бузулуцького району Оренбурзької області Росії.
Адміністративний центр — село Підколки.

## Населення
Населення — 1067 осіб (2019; 1160 в 2010, 1227 у 2002).

## Склад
До складу сільської ради входять:
| Населений пункт     | Населення, осіб (2002) | Населення, осіб (2010) |
| ------------------- | ---------------------- | ---------------------- |
| Малогасвіцьке, село | 120                    | 138                    |
| Нова Казанка, село  | 188                    | 165                    |
| Підколки, село      | 919                    | 857                    |